# Cratyna praecompta
Cratyna praecompta är en tvåvingeart som beskrevs av Werner Mohrig 1999. Cratyna praecompta ingår i släktet Cratyna och familjen sorgmyggor. Inga underarter finns listade i Catalogue of Life.